# Borsa de Metalls de Londres
La Borsa de Metalls de Londres (London Metal Exchange, LME) és la borsa de contractes estàndard, futurs i opcions sobre metalls base més gran del món. La LME també negocia contractes sobre metalls ferris i preciosos. També ofereix assegurances de cobertura (hedging), preus de referència mundial i l'opció de lliurament físic de mercaderia per liquidar els contractes.
Des de febrer de 2001 disposa d'una plataforma de mercat electrònic anomenada LME Select.